# Dave Callaham
Dave Callaham (* 24. Oktober 1977 in Fresno, Kalifornien) ist ein US-amerikanischer Drehbuchautor.

## Leben
Callaham trat erstmals 2005 mit dem Drehbuch für die Videospielverfilmung Doom – Der Film in Erscheinung. Vier Jahre später lieferte er das Script für den Horrorfilm Horsemen. Im gleichen Jahr war er an dem Thriller Das schwarze Herz beteiligt, der lose an die Kurzgeschichte Das verräterische Herz angelehnt ist. Für diese Produktion war Callaham auch als Ausführender Produzent tätig. Mit The Expendables entstand 2010 sein bis dato bekanntestes Werk, für dessen Drehbuch er verantwortlich war. Hier arbeitete er eng mit dem Regisseur und Hauptdarsteller Sylvester Stallone zusammen. 
2014 entstand mit seiner Beteiligung an der grundlegenden Story der US-amerikanische Film Godzilla. Im Anschluss entwickelte er die Serie Jean-Claude Van Johnson und er war an weiteren Kinofilmen beteiligt.

## Filmografie (Auswahl)
- 2005: Doom – Der Film (Doom)
- 2008: Horsemen (The Horsemen)
- 2009: Das schwarze Herz (Tell-Tale)
- 2010: The Expendables
- 2014: Godzilla
- 2017: Jean-Claude Van Johnson (Fernsehserie)
- 2019: Zombieland: Doppelt hält besser (Zombieland: Double Tap)
- 2020: Wonder Woman 1984
- 2021: Mortal Kombat
- 2021: America: The Motion Picture
- 2021: Shang-Chi and the Legend of the Ten Rings